# Fastighetsrätt
Fastighetsrätt är den delen av civilrätten som omfattar lagstiftningen gällande fastigheter, framförallt bildande, ägande, överlåtelser och upplåtelser. Den indelas vanligen i allmän fastighetsrätt som reglerar relationerna mellan avtalsparter, till exempel fastighetsägare och hyresgäster eller köpare och säljare, och den speciella fastighetsrätten som reglerar relationerna mellan det allmänna (staten, kommuner) och fastighetsägare och andra rättighetshavare. 

## Svensk rätt
I Sverige återfinns den fastighetsrättsliga lagstiftningen framförallt i följande lagar:
- Jordabalken; reglerar överlåtelser, servitut, hyra, nyttjanderätt, panträtt, arrende, fastighetsinskrivningar mm
- Fastighetsbildningslagen; bildande och förändringar av fastigheter, samfälligheter, servitut mm
- Anläggningslagen; om anläggningar för flera fastigheters behov (gemensamhetsanläggningar)
- Ledningsrättslagen; rätt till utrymme för ledningar för det allmännas behov
- Expropriationslagen; tvångsförvärv, ersättningar mm
- Bostadsrättslagen; bildande av bostadsrättsföreningar, medlemskap mm
- Plan- och bygglagen; fysisk planering, bygglov mm
- Miljöbalken; restriktioner med hänsyn till miljön mm